# Nikołaj Woronkow
Nikołaj Woronkow (ros. Николай Воронков, ur. w 1883 w Wilnie, zm. ?) – rosyjski pływak z początków XX wieku, uczestnik igrzysk olimpijskich, gdzie reprezentował Imperium Rosyjskie.
Woronkow reprezentował Cesarstwo Rosyjskie podczas V Letnich Igrzyskach Olimpijskich w 1912 roku w Sztokholmie, gdzie wystartował w jednej z konkurencji pływackich. W rywalizacji na dystansie 400 metrów stylem dowolnym wystartował w czwartym wyścigu eliminacyjnym. Wyścigu nie ukończył.